# Бо (Морбиан)
Бо (фр. Baud) — коммуна на северо-западе Франции, находится в регионе Бретань, департамент Морбиан, округ Понтиви, кантон Понтиви. Расположена в центре полуострова Бретань, в 36 км к северо-западу от Вана и в 31 км к северо-востоку от Лорьяна. Через территорию коммун проходит национальная автомагистраль N24.
Население (2019) — 6 234 человека.

## Достопримечательности
- Церковь Святого Петра 1927 года
- Часовня Нотр-Дам (де ла Кларте) XV-XVII веков
- Часовня Святого Адриана XV века
- Крытая аллея Приёре

## Экономика
Структура занятости населения:
- сельское хозяйство — 2,5 %
- промышленность — 17,4 %
- строительство — 14,8 %
- торговля, транспорт и сфера услуг — 43,9 %
- государственные и муниципальные службы — 21,4 %

Уровень безработицы (2018) — 8,8 % (Франция в целом —  13,4 %, департамент Морбиан — 12,1 %). 

Среднегодовой доход на 1 человека, евро (2018) — 21 550 (Франция в целом — 21 730, департамент Морбиан — 21 830).

## Демография
Динамика численности населения, чел.

## Администрация
Пост мэра Бо с 2001 года занимает социалист Паскаль Гийе-Гиадер (Pascale Gillet-Guyader). На муниципальных выборах 2020 года возглавляемый им левый блок одержал победу в 1-м туре, получив 60,92 % голосов.
| Период | Период | Фамилия             | Партия                  | Примечания     |
| ------ | ------ | ------------------- | ----------------------- | -------------- |
| 1966   | 1977   | Жозеф Ле Пеннек     | Социалистическая партия |                |
| 1977   | 2001   | Ив Ле Руа           | Социалистическая партия |                |
| 2001   | 2020   | Жан-Поль Берто      | Социалистическая партия | работник мэрии |
| 2020   |        | Паскаль Гийе-Гиадер | Социалистическая партия |                |

## Галерея

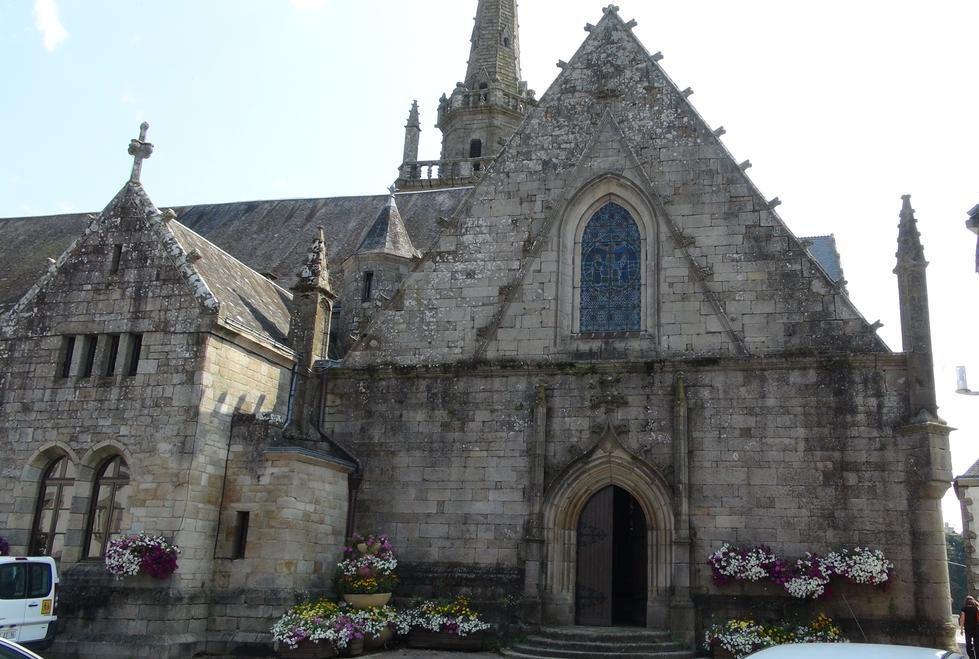
Часовня Нотр-Дам

1. 1 2  база данных о французских коммунах — Национальный географический институт Франции, 2015.